# Пико-Трункадо
Пико-Трункадо (исп. Pico Truncado) — город в Аргентине, расположенный на севере провинции Санта-Крус. Население — 14 985 чел. (2001)

## История
В 1915 году население города составляло всего 200 чел. После 1918 люди со всей Аргентины начали прибывать в город.[стиль] Экономический рост начался с 1946 года, когда группа учёных обнаружила в районе города залежи природного газа.

## Население
Население в 1991 году: 12 750 чел., в 2001 — 14 985 чел., из которых 49,7 % составляют женщины и 50,3 % составляют мужчины. Рост населения составил 17,5 % в 2001 годом, по сравнению с 1991. В 2015 году население достигло 24 тыс. чел. Пико-Трункадо является третьим по величине городом в провинции Санта-Крус.